# Ennius

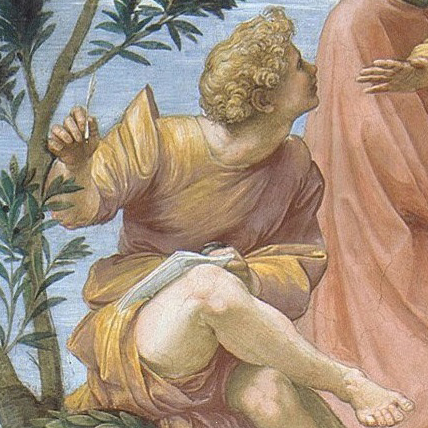
Ennius avbildad av Rafael.

Ennius, fornromersk skald, född 239 f.Kr. i staden Rudiae i Salento, död 169 f.Kr.
Såsom romersk soldat tjänade han på Sardinien, där han tilldrog sig uppmärksamhet av Cato, som tog honom med sig till Rom. Hans förtroliga bekantskap med Greklands språk och litteratur och hans ovanliga och mångsidiga skaldebegåvning gjorde honom snart bemärkt och värderad av flera bland Roms stormän, i synnerhet av den för grekisk kultur nitälskande Scipio Africanus d. ä. Han erhöll romersk medborgarrätt 184. 
Hans främsta skaldeverk, Annales, var en i 18 böcker avfattad episk dikt, vilken i kronologisk följd skildrade Roms historia från Aeneas' ankomst till skaldens eget tidevarv. Detta verk, vilket av romarna högt värderades såsom ett slags nationalepos, var epokgörande inom Roms poetiska litteratur även genom införandet av den efter grekiskt mönster bildade daktyliska hexametern i stället för den förut brukliga så kallade saturniska versen. Att Ennius vid det första försöket att lämpa det latinska språket efter den grekiska metrikens och prosodins lagar inte kunde med ens övervinna materialets motsträvighet, är helt naturligt. Men vad som fattades honom i elegans och formfulländning ersattes genom kraftfullhet och fantasirikedom. 
Ennius skrev även ett stort antal tragedier, till större delen bearbetningar eller översättningar från Euripides, och likaså, ehuru med mindre framgång, komedier. Dessutom författade han bland annat Saturae, eller dikter av omväxlande innehåll och form, Epicharmus, en naturfilosofisk lärodikt, samt några epigram. Ennius verk finns bevarade i fragment.